# Dendrocerus aberrans
Dendrocerus aberrans är en stekelart som beskrevs av Alekseev 1994. Dendrocerus aberrans ingår i släktet Dendrocerus och familjen trefåresteklar. Inga underarter finns listade i Catalogue of Life.